# Aldeia Galega da Merceana
Aldeia Galega da Merceana ist eine Kleinstadt (Vila) und eine ehemalige Gemeinde in Portugal.

## Geschichte
Funde belegen eine vorgeschichtliche Besiedlung mindestens seit der Jungsteinzeit. Aus römischer Zeit stammte eine bis ins 19. Jh. bestandene Brücke am heutigen Ortsausgang.
Der heutige Ort entstand vermutlich im Zuge der Neubesiedlungen während der Reconquista in der Frühphase der portugiesischen Unabhängigkeit. Seit 1259 war es eine eigene Gemeinde und erhielt 1305 erste Stadtrechte durch König D. Dinis. 1513 erneuerte König D. Manuel die Stadtrechte.
1855 wurde der Kreis aufgelöst und war seither eine Gemeinde des Kreises Alenquer. Mit der Gebietsreform 2013 wurde die Gemeinde Aldeia Gelage de Merceana aufgelöst und mit der Gemeinde Aldeia Gavinha zusammengeschlossen.

## Verwaltung
Aldeia Galega da Merceana war Sitz einer gleichnamigen Gemeinde (Freguesia) im Kreis (Concelho) von Alenquer im Distrikt Lissabon. Die Gemeinde hatte 2088 Einwohner und eine Fläche von 19,7 km² (Stand 30. Juni 2011).
Folgende Ortschaften gehörten zur Gemeinde:
| - Aldeia Galega - Arneiro - Barbas - Casais Brancos - Corujeira - Forno da Telha - Merceana | - Paiol - Quinta da Boavista - Quinta da Corujeira - São Sebastião - Vale Benfeito - Venda |

Mit der Gebietsreform vom 29. September 2013 wurde die Gemeinde mit Aldeia Gavinha zur neuen Gemeinde União das Freguesias de Aldeia Galega da Merceana e Aldeia Gavinha zusammengefasst. Aldeia Galega da Merceana ist Sitz dieser neu gebildeten Freguesia.

## Söhne und Töchter der Stadt
- Vasco Fernandes César (16. Jh.), Admiral
- Pedro Lamy (* 1972), Autorennfahrer